# Furongwang
 (octobre 2020).
Furongwang (chinois : 芙蓉王 / pinyin : Fúróng wáng) est une marque de cigarettes chinoise appartenant à la Changde Cigarette Factory (湖南中烟工业公司常德卷烟厂 - Húnán zhōng yān gōngyè gōngsī chángdé juǎnyān chǎng). Son usine de production est située à Changde, dans le Hunan. Très populaire en Chine, la marque a notamment gagné en 1996 le prix de la marque la plus vendue au pays par l'administration du monopole du tabac du gouvernement chinois.

## Histoire
Furongwang est lancée en 1951, la même année qu'est fondée sa maison mère, la Changde Cigarette Factory. Dans les années qui suivent sont lancées diverses autres marques dérivées comme Furong Queen, Mellow Furong, Golden Furong, ou encore leur marque la plus chère et dite raffinée, Furongwang Blue Sky[réf. nécessaire]. En 2005, Changde était la 43e compagnie la plus rentable en Chine. En 2019, Furongwang était selon la Hurun Brand List la 11e marque la plus rentable, avec une valeur de 160 milliards ¥ et était la seconde marque de cigarette la plus rentable en Chine. Le logo et les marques de la Changde sont soumis au droit des marques.
En 2019, l'usine principale de Furongwang de la Changde est rénovée par la CNGC Wuzhou Engineering Design and Research Institute en collaboration avec Hunter Douglas (en).

## Marchés
Les cigarettes Furongwang sont principalement vendues en Chine, dans la plupart des provinces, mais peuvent se retrouver dans les boutiques hors taxes comme à l'aéroport international du Kansai au Japon. Elles sont aussi vendues à Hong Kong.